# Pompignan (Tarn-et-Garonne)
Pompignan település Franciaországban, Tarn-et-Garonne megyében. Lakosainak száma 1810 fő (2022. január 1.). Pompignan Castelnau-d’Estrétefonds, Fronton, Saint-Rustice és Grisolles községekkel határos.

## Népesség
A település népességének változása:
| Lakosok száma | 1426 | 1444 | 1471 | 1465 | 1491 | 1544 | 1632 | 1721 | 1810 |
|               | 2013 | 2015 | 2016 | 2017 | 2018 | 2019 | 2020 | 2021 | 2022 |